# Chilpancingo (municipi)
Chilpancingo és un municipi de l'estat de Mèxic. Chilpancingo és el cap de municipi i principal centre de població d'aquesta municipalitat. Aquest municipi és a la part nord de l'estat de Guerrero. Limita al nord amb els municipis de Zumpango, al sud amb Acapulco de Juárez, a l'oest amb Cochotepec i a l'est amb Iguala.